# Arisaema nikoense
Arisaema nikoense är en kallaväxtart som beskrevs av Takenoshin Nakai. Arisaema nikoense ingår i släktet Arisaema och familjen kallaväxter.

## Underarter
Arten delas in i följande underarter:
- A. n. australe
- A. n. kaimontanum
- A. n. nikoense